# بازيليك المساعدين الأربعة عشر
بازيليك المساعدين الأربعة عشر هي كنيسة رومانية كاثوليكية تقع في بلدة باد شتافلشتاين، بافاريا جنوب ألمانيا.

## معرض الصور

بازيليك المساعدين الأربعة عشر - Vierzehnheiligen
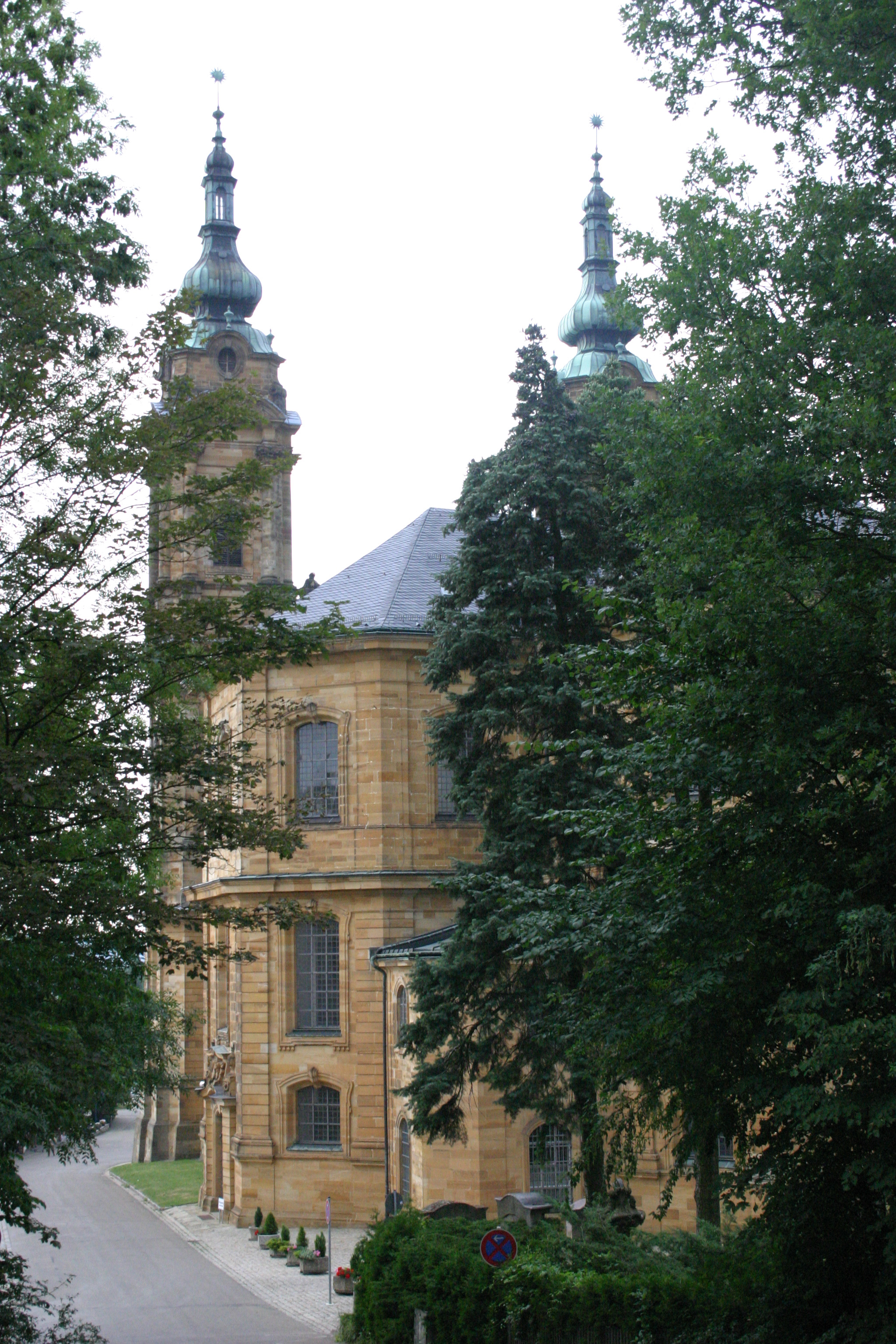
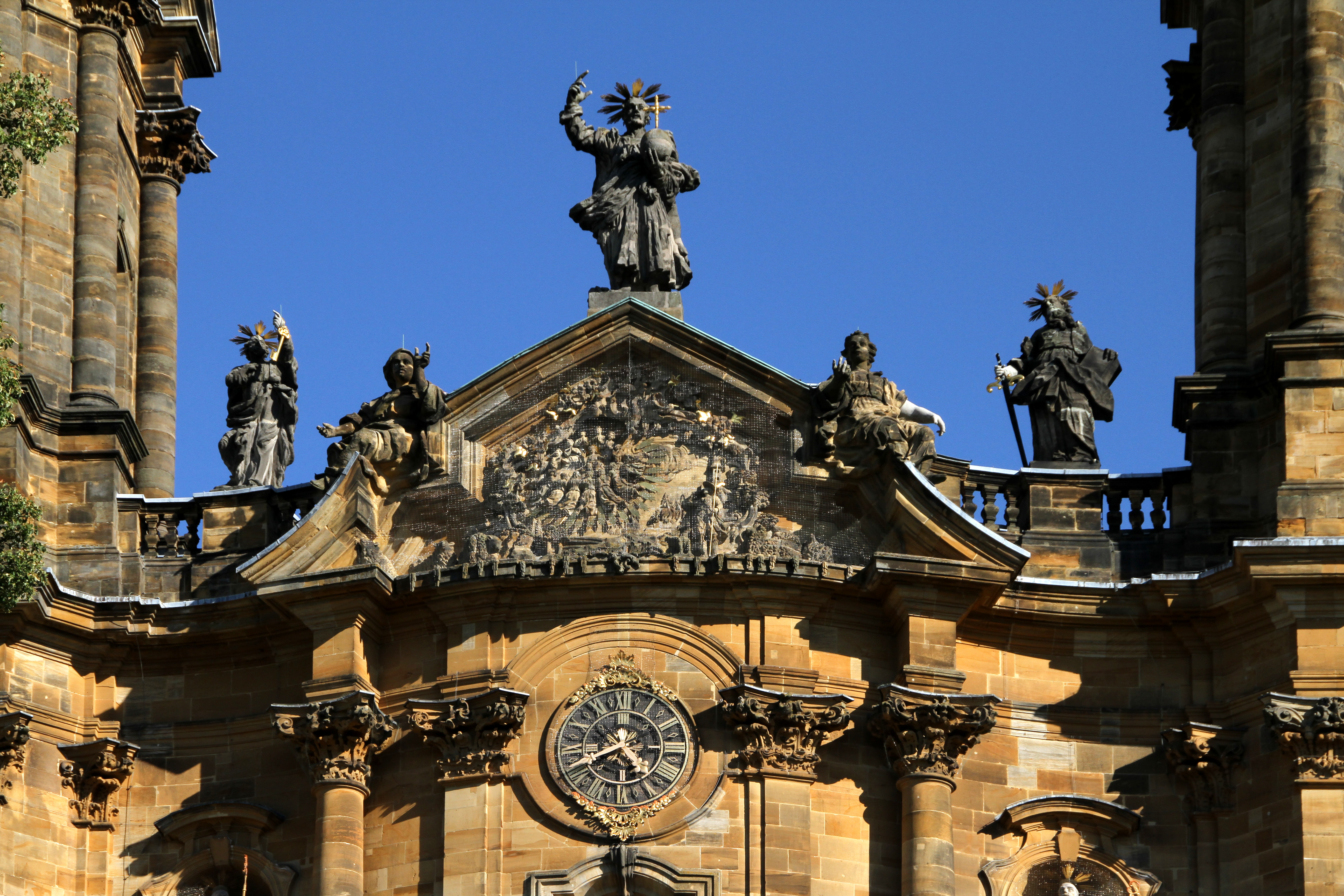
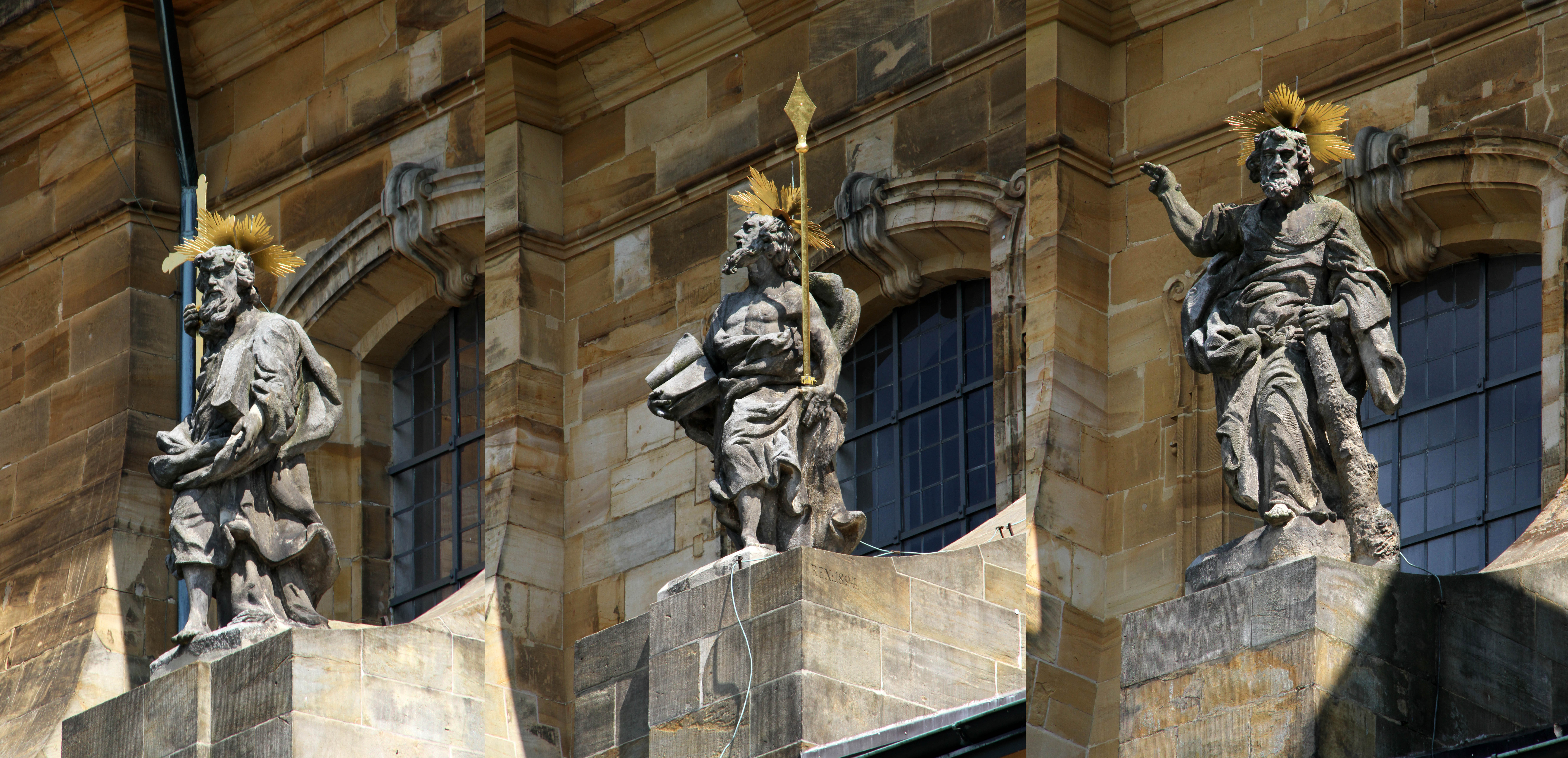
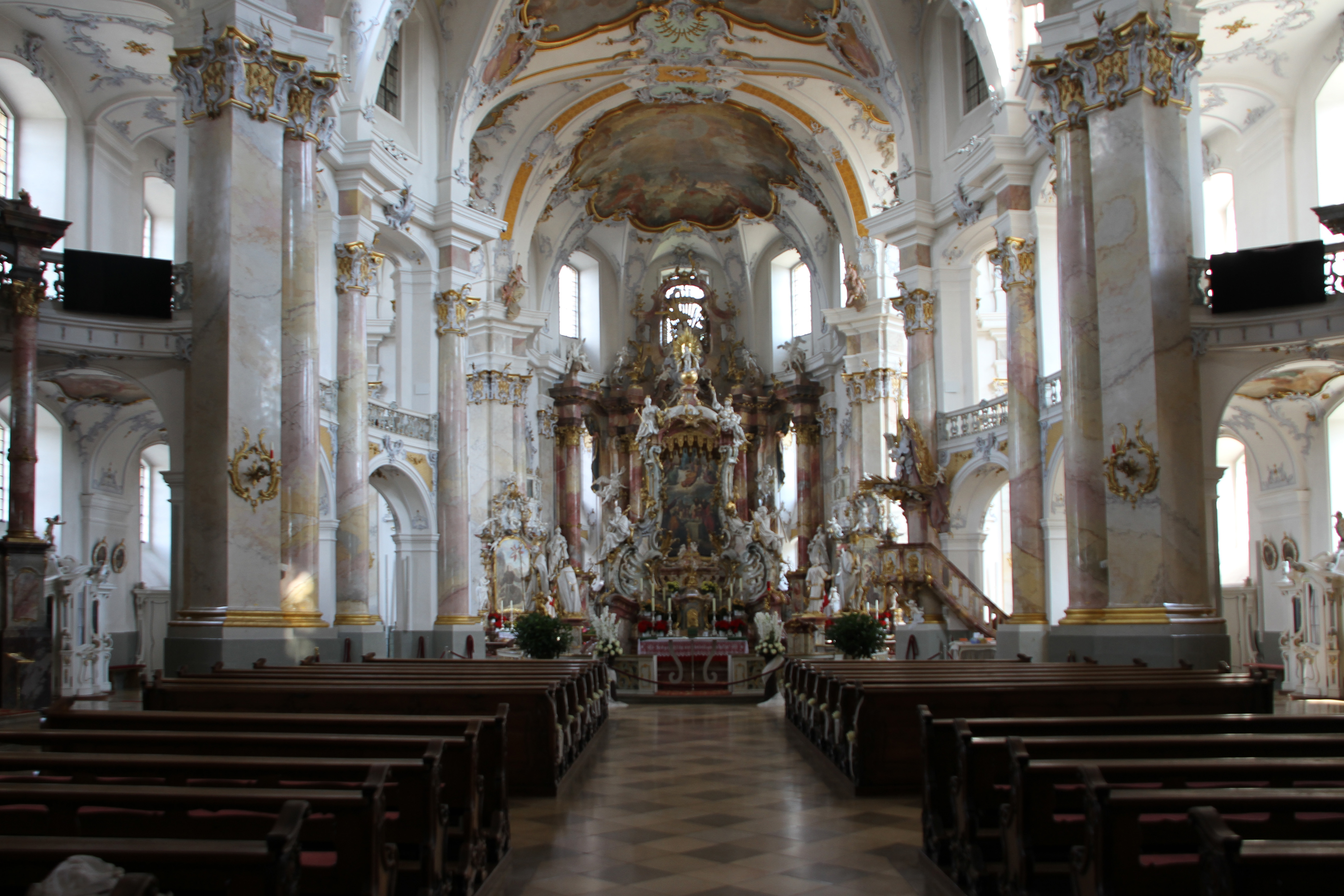
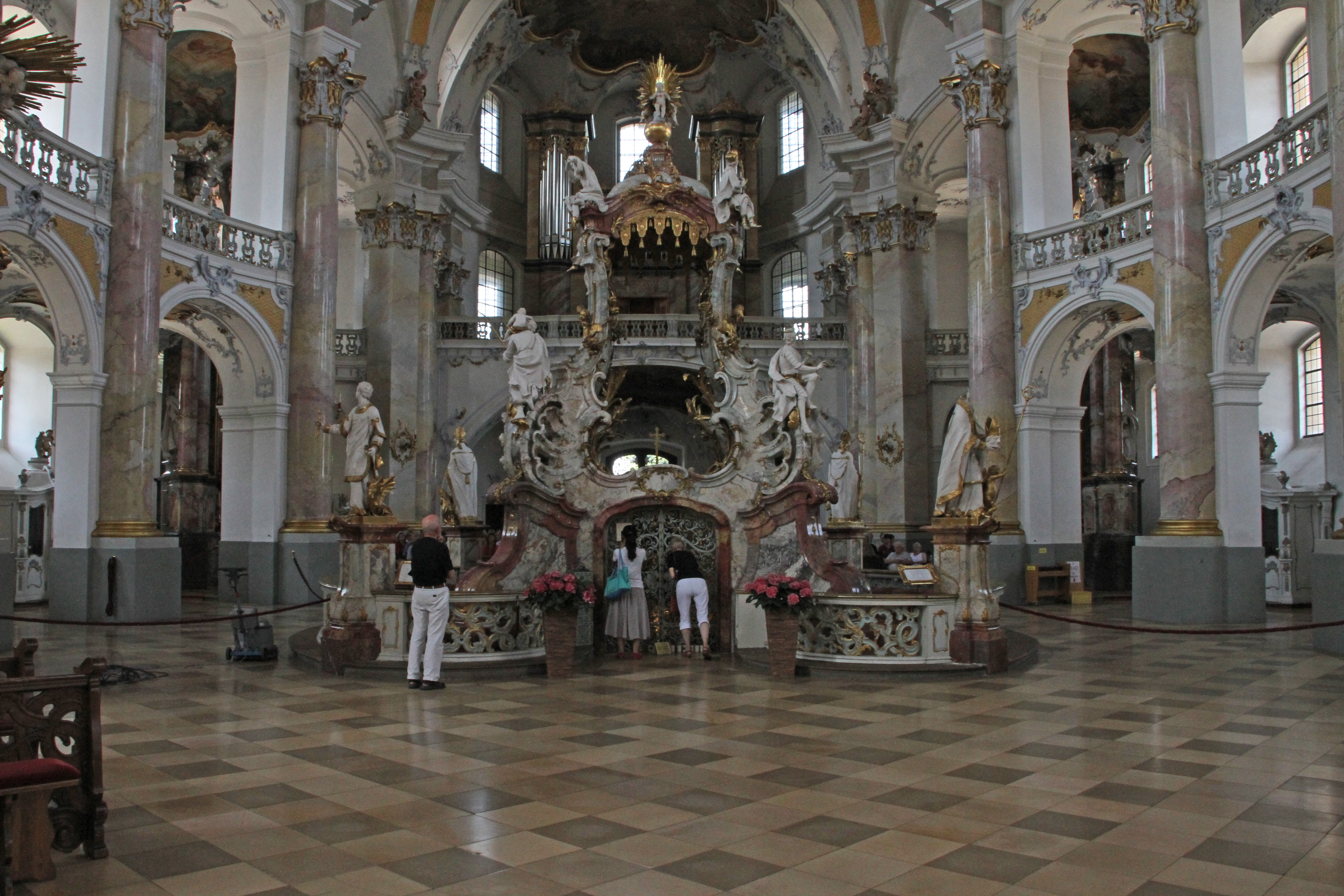
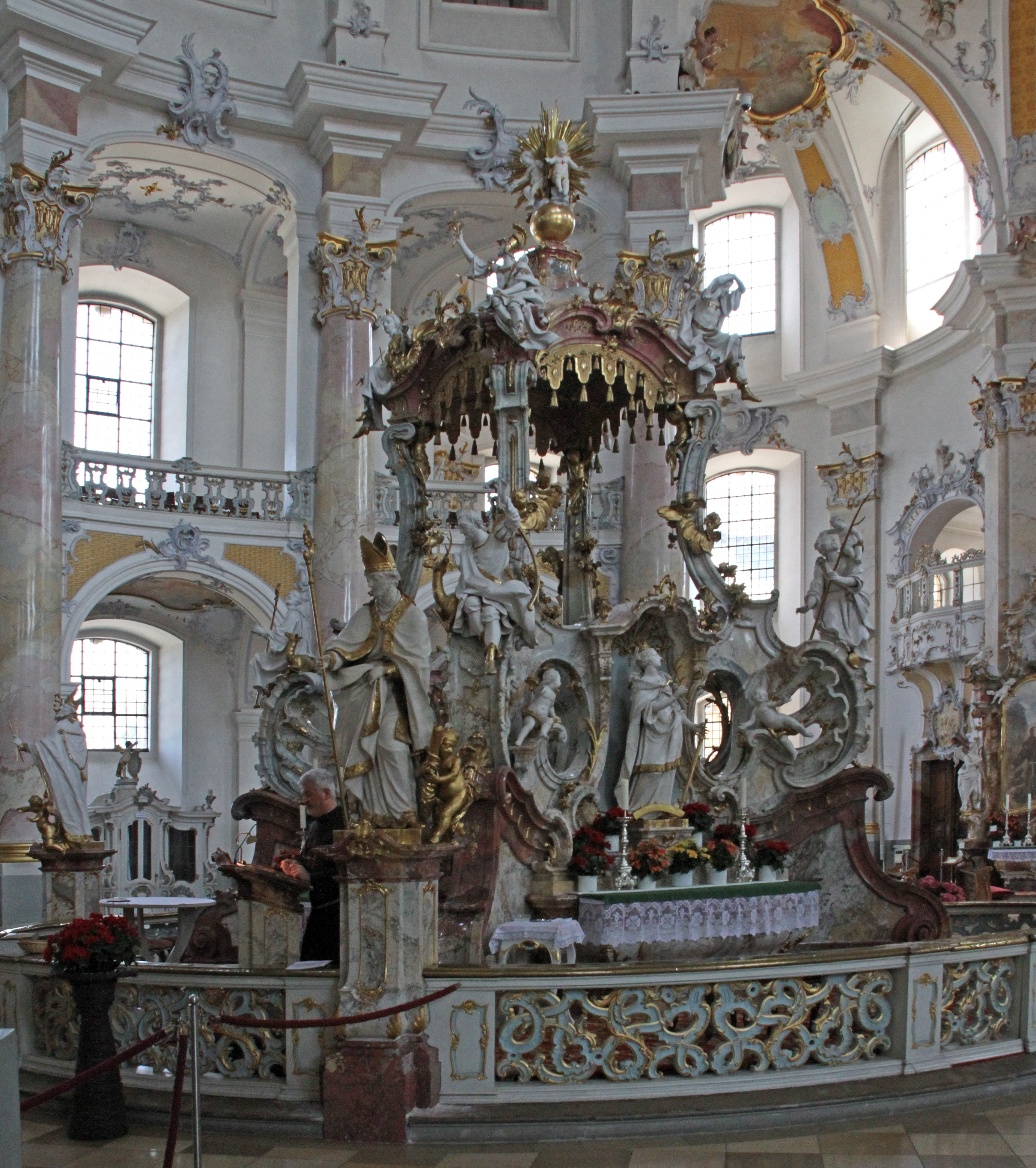
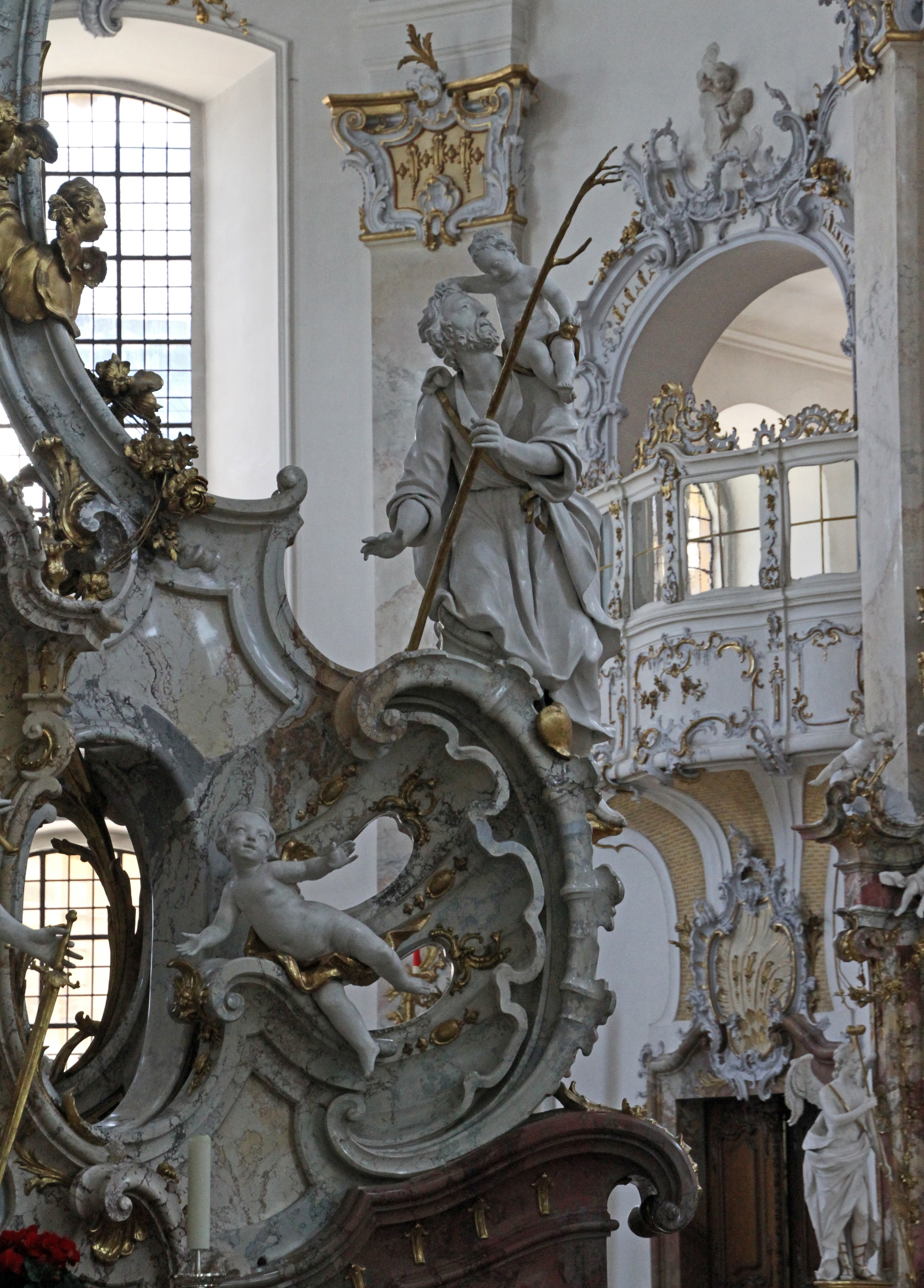
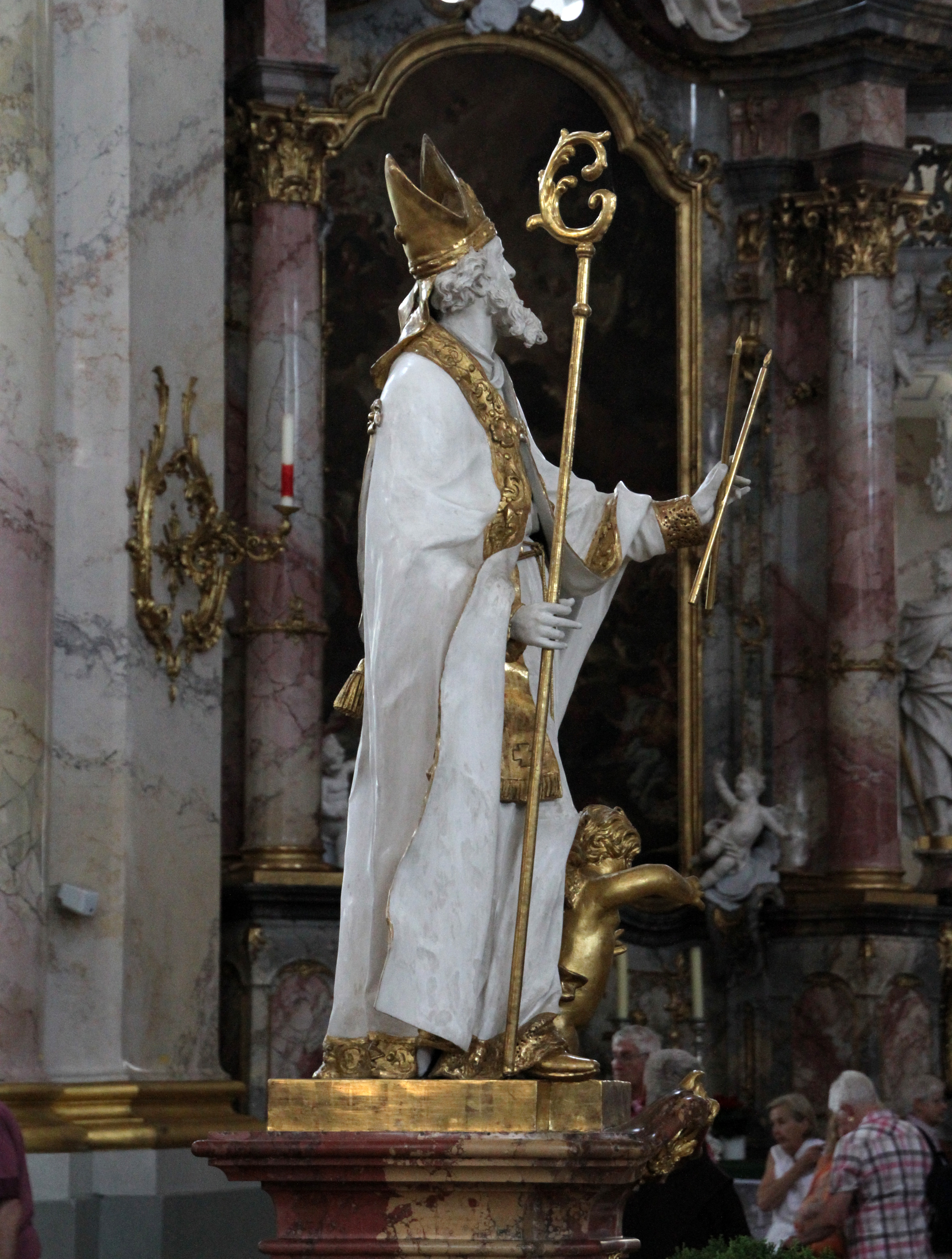
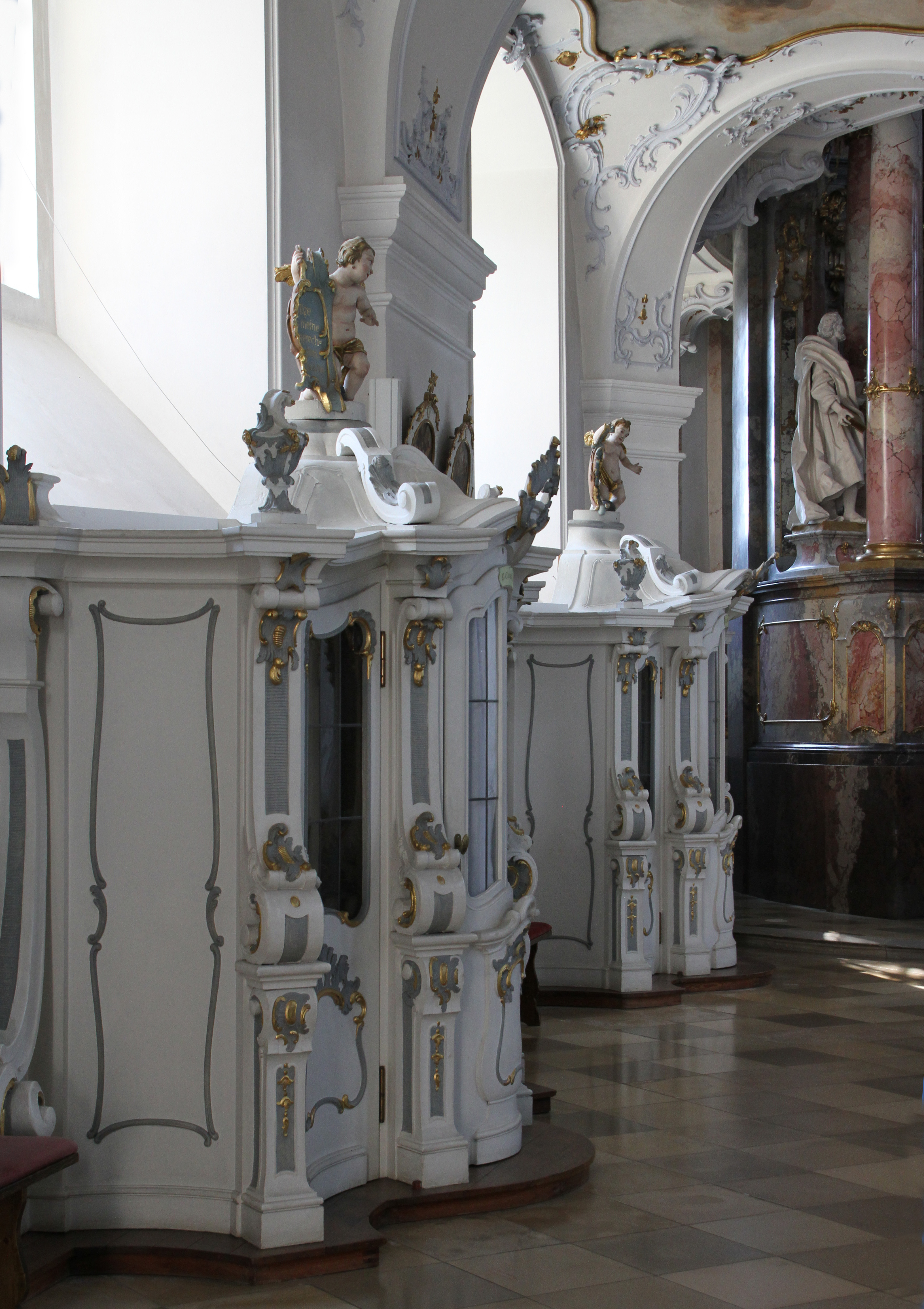
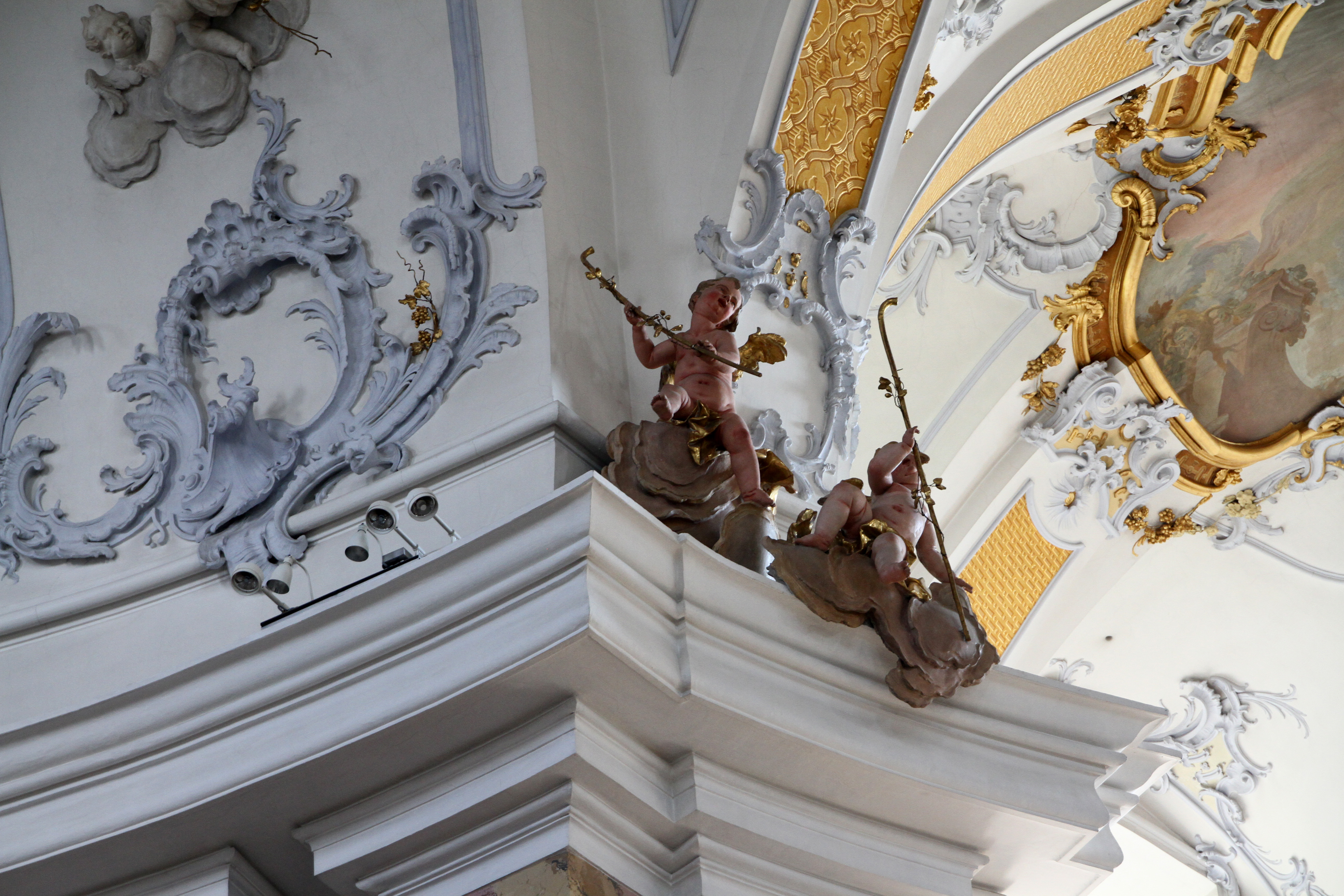